# Wilhelm van Kampen
Wilhelm van Kampen (* 1934) ist ein deutscher Historiker und Geschichtsdidaktiker. Er war als Akademischer Oberrat für Neuere Geschichte und Didaktik der Geschichte an der Universität Osnabrück tätig, später war er bis zu seiner Pensionierung Leiter der Abteilung Berlin-Archive und -Information der Landesbildstelle Berlin. Von 1979 bis 1983 war er Vorsitzender der Konferenz für Geschichtsdidaktik.
Weitere Mitgliedschaften und Funktionen: Vorstandsmitglied im Studienkreis Rundfunk und Geschichte und in der internationalen Gesellschaft für Geschichtsdidaktik. Mitglied im Beirat Zeitgeschichte des Institutes für den wissenschaftlichen Film, Göttingen, Vorstandsmitglied und (zeitweilig) Präsident der International Association for Media and History. 

## Schriften
Monografien
- Studien zur deutschen Türkeipolitik Wilhelms II. Inauguraldissertation. Universität Kiel 1968.
- Holocaust. Materialien zu einer amerikanischen Fernsehserie über die Judenverfolgung im Dritten Reich. Bundeszentrale für politische Bildung, Bonn 1978.

Herausgeberschaften
- mit Hans Georg Kirchhoff: Geschichte in der Öffentlichkeit. Klett, Stuttgart 1979, ISBN 3-12-920221-8. (Anmerkungen und Argumente zur historischen und politischen Bildung, Band 23.)
- mit Tilman Westphalen: 100 Jahre SPD in Osnabrück. Ausgewählte Kapitel zur Geschichte der Arbeiterbewegung in Osnabrück. Osnabrück 1975.

Filme
- Dokument HOLOCAUST (Kurzfassung der Fernsehserie), 85 Min., Düsseldorf 1980.
- Die Öffnung des Blicks (Videofilm über Berlin nach dem 9. November 1989), 34 Min., Berlin 1993.
- Biographisches Filminterview mit der ersten Chefredakteurin der DDR-Wochenschau „Der Augenzeuge“, Marion Keller. Göttingen (Institut für den wissenschaftlichen Film) 1998.